# Eisenbahndrehbrücke Lötzen
Die 1868 errichtete Eisenbahndrehbrücke Lötzen lag im Verlauf der Bahnstrecke Glommen–Bialystok. Sie wurde am 25. Januar 1945 von sich auf dem Rückzug befindlichen deutschen Soldaten gesprengt.

## Geschichte und Technik
Die von K. Stachowski geplante Eisenbahnbrücke lag westlich von Lötzen und führte über den Lötzener Kanal. Erbaut wurde sie als zweigleisige Drehbrücke. Die Brücke war eine Stahlkonstruktion und wurde am 7. Dezember 1868 zusammen mit dem Streckenabschnitt Küstrin–Lyck in Betrieb genommen.
Von Anfang an war die Brücke ein Objekt mit militärischer Bedeutung. Deshalb wurde die östliche Zufahrt mit einem Damm mit einer Backsteinmauer versehen. Auf der Dammkrone konnten die Gleise mit einem Gittertor verschlossen werden. Der Damm war durch Barrieren gegen Zutritt geschützt. Diese Zufahrtssperre wurde am östlichen Ufer erbaut, weil sie den Zugang zur Brücke sowie zum westlichen Teil der Stadt mit der angrenzenden Feste Boyen sicherte.

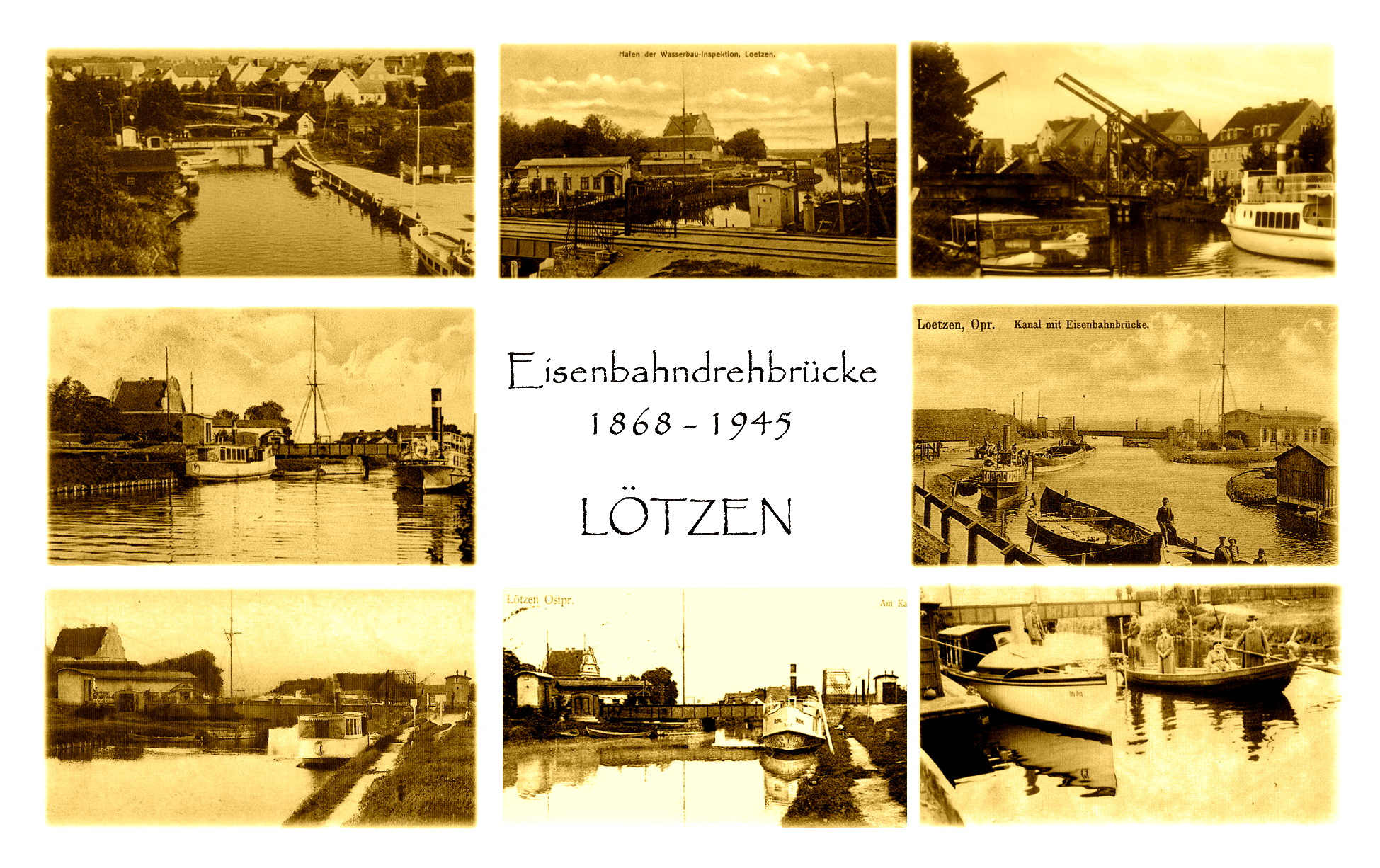
Postkarte Lötzen

Da die Brücke ein strategisches Objekt war, war es verboten, sie zu fotografieren. Auf Bilder ist die Eisenbahnbrücke nur zu sehen, wenn Fotos vom Kanal oder den Schiffen gefertigt wurden, wobei die Brücke selbst nur den Hintergrund bildete.
Die Brücke bestand aus einer Stahlkonstruktion, die am westlichen Ende mit einem Gegengewicht ausgestattet war. Das Deck der Brücke bestand aus Stahlblech. Die zweigleisige Drehbrücke konnte in voller Länge um die vertikale Achse gedreht werden. In der Ruheposition lag sie auf beiden Brückenköpfen und ermöglichte die Schienenverbindung. Geöffnet lag sie parallel zur Kanalachse und öffnete damit den Wasserweg. Gedreht wurde sie um einen Drehpunkt am westlichen Ufer, auf dem die Brücke ruhte. Das bewegliche Brückenteil wurde mit einer Handkurbel über eine Zahnradkonstruktion bewegt.
Das Steuerhaus mit der Bedieneinrichtung wurde am westlichen Ufer errichtet. In der Schifffahrtssaison musste die Brücke aufgrund der Gütertransporte auf dem Kanal über Nacht ständig mit einem Brückenwärter besetzt sein.
Gegen Ende des Zweiten Weltkrieges wurden wegen des Angriffs der Sowjetarmee alle wichtigen Brücken in Ostpreußen unpassierbar gemacht. Die Eisenbahnbrücke traf das gleiche Schicksal. Am 22. Januar 1945 passierte der letzte Zug mit Flüchtlingen vor der Roten Armee die Drehbrücke. Am 24. Januar wurde die Eisenbahnbrücke außer Betrieb genommen und am 25. Januar zusammen mit den übrigen Brücken des Lötzener Kanals gesprengt.

## Neubau
Die Brückenteile blieben im Kanal liegen. Nach dem Krieg wurde die gesprengte Eisenbahnbrücke bald durch eine provisorische Brücke der Sowjetarmee ersetzt. Diese wurde auf Pfählen errichtet, die in die Mitte des Kanals getrieben wurden. So war der Kanal an dieser Stelle für Schiffe unpassierbar.

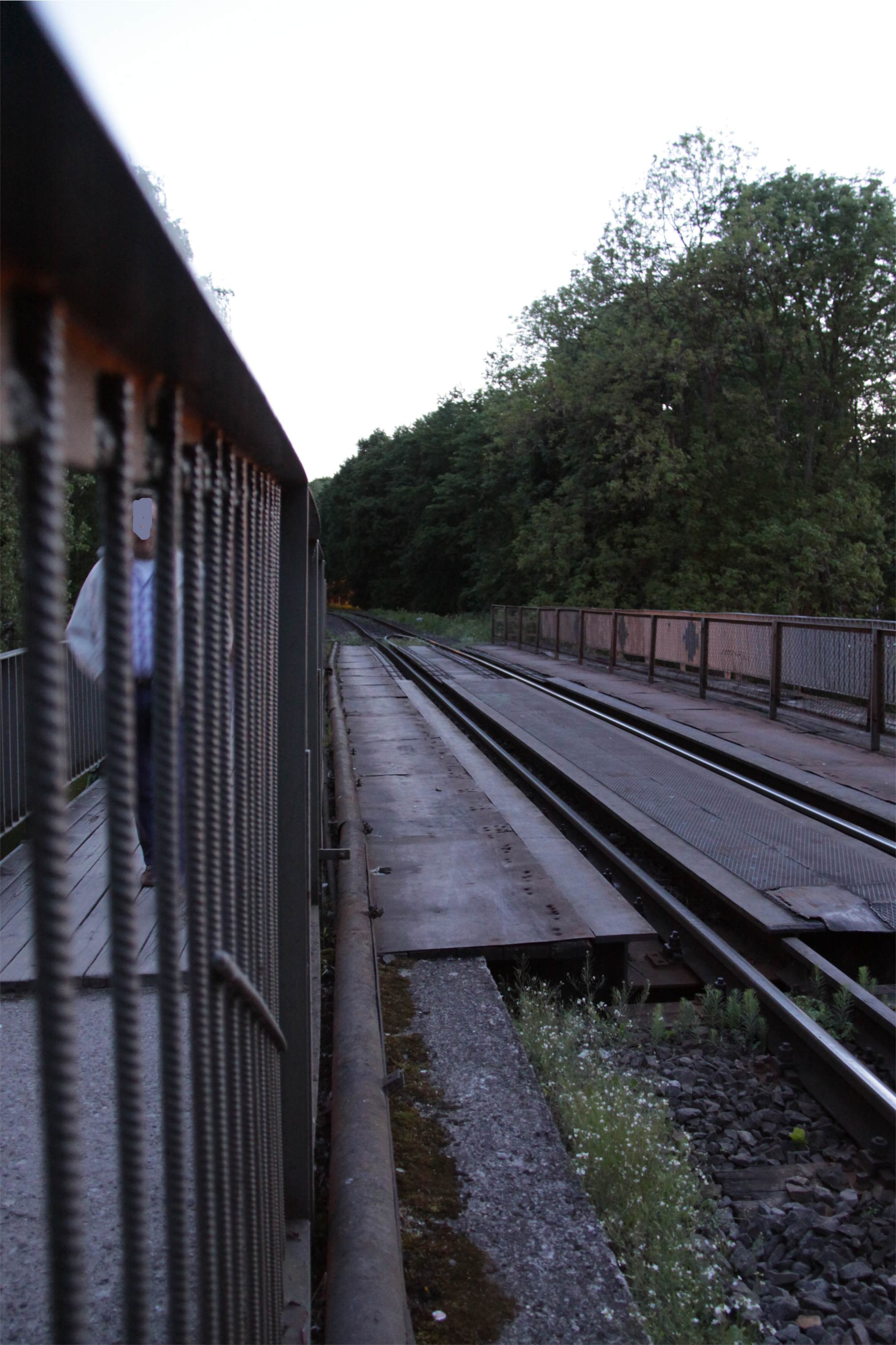
Eisenbahnbrücke Giżycko

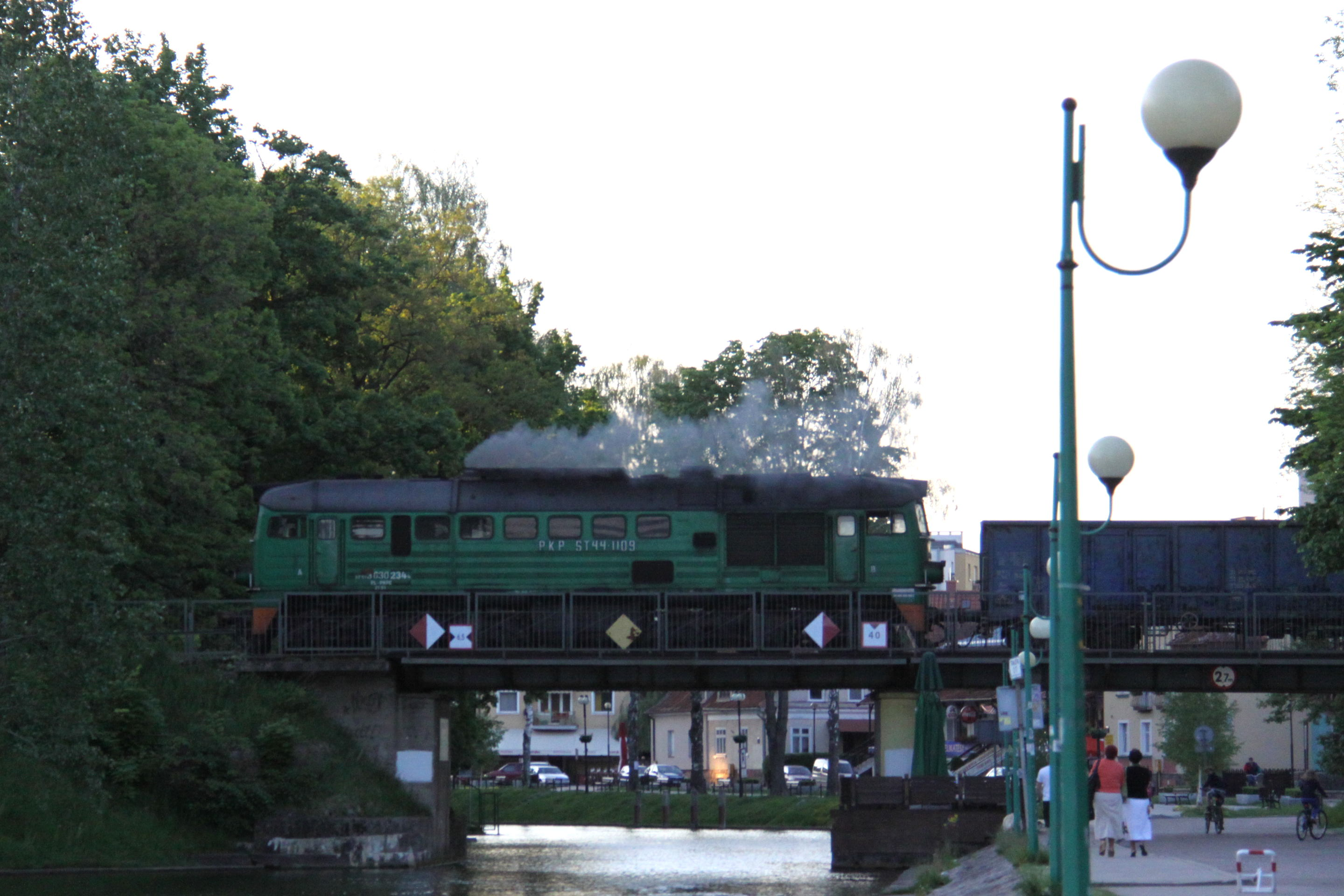
Eisenbahnbrücke Giżycko

1946 wurde das Verkehrsministerium über die Notwendigkeit, die Drehbrücke wieder aufzubauen, informiert. Die feste Brücke trennte die nördlichen Seen von den südlichen, so dass Schiffe den Kanal nicht passieren konnten. Ende 1947 wurden die Überreste der Eisenbahnbrücke vollständig aus dem Kanal entfernt, jedoch verblieben die Pfähle im Kanalbett. Deshalb wurde 1954 ein neues Projekt entworfen, um wieder die Schifffahrt im gesamten Kanal zu ermöglichen. 1955 wurde die provisorische Brücke abgerissen und dafür ein fester, eingleisiger Neubau errichtet, der mit Bahndämmen angeschlossen wurde. Neben dem Gleis läuft ein Fußgängerweg.
Die neue Konstruktion verhinderte die freie Durchfahrt größerer Schiffe unter der Brücke, weil die Durchfahrtshöhe zu niedrig war. Dieses Problem sollte durch direkt an der Brücke montierte Hebegeräte gelöst werden. Das Projekt wurde jedoch nie realisiert.
Zur Jahreswende 1960/61 wurde ein Entwurf für eine feste Brücke mit einer Höhe von 120,80 m über dem Meeresspiegel (Kronstädter Pegel) vorgelegt. Es enthielt den Bau einer zweifeldrigen Brücke auf zwei Betonbrückenköpfe und einer zentralen Betonsäule. Dazu sollte neben dem Gleis eine Fahrbahn erstellt werden, um eine neue Zufahrt zum Hafen zu errichten. Auch dieser Plan wurde nicht ausgeführt.
Im Rahmen der Generalsanierung der Bahnstrecke Korsze–Ełk wurde die Brücke 2024/2025 erneuert.